# دينا هارون
دينا هارون (19 يناير 1973 - 8 أكتوبر 2018)، ممثلة سورية، وهي الشقيقة الصُّغرى للممثلة تولاي هارون. ولدت في اللاذقية، وتوفيت بدمشق.

## مشوارها المهني
ولدت دينا هارون في اللاذقية، بتاريخ 19 يناير 1973م، وبدأت حياتها الفنية عام 1999 بمسلسل «أحلام مؤجلة». لكنَّ شهرتها الحقيقية انطلقت في العام 2000 مع الفنان ياسر العظمة في «مرايا».
ابتعدت عام 2011 عن التمثيل بعد تعرُّضها لتهديدات بالقتل وعادت عام 2014 بعد غياب 3 سنوات عن الدراما السورية، في مسلسل الحب كله ضمن خماسية «استعدادًا للرحيل» من تأليف عمر الشيخ وإخراج وسيم السيد، ومن إنتاج المؤسسة العامة للإنتاج التلفزيوني والإذاعي، وكان آخرَ عمل قدمته.

### حياتها الأسرية
تزوَّجها رجلُ الأعمال السوري «خلدون وليد» في ديسمبر 2010، رُزقت منه بابنها «كرم» في أبريل عام 2015، لكنهما انفصلا في نفس العام وعادا في مطلع العام 2018.

## وفاتها
عام 2017 تعرَّضت لجُلطة دماغية مفاجئة دخلت على إثرها المستشفى، وتلقَّت العلاج، وبقيت مدَّة شهرين في راحة ونقاهة. توفيت صباح يوم الاثنين 8 أكتوبر 2018، في مشفى الأسد الجامعي في دمشق، بعدما أجرت عملية “الزائدة الدودية" وكانت تعاني التهابات وأمراضًا أُخرى، وفي العملية حدثت لها التهاباتٌ شديدة في الدم، وأثر ذلك في وظائف أجهزة الجسم التي تدهورت. وأشار مصدر طبي أن الخطأ الذي أودى بحياتها هو إجراءُ العملية الجراحية دون التنبُّه لوضعها الصحي، وقال المصدر: إن هارون تدهورت صحتها خلال ساعات، لدرجة توقف أجهزة جسمها بنسبة 80%، واستمرَّت حالتها الصحية في التراجع برغم الإعلان عن تحسُّن يسير في حالتها، قبل أن تُعلنَ وفاتُها.

## أعمالها

### في التلفزيون
- (1999) أحلامنا المؤجلة
- (2000) مرايا
- (2001) مقامات صحراوية
- (2002) حديث المرايا
- (2003) زمان الصمت
- (2003) أنا وعمتي أمينة
- (2004) صراع الأشاوس
- (2004) عشنا وشفنا
- (2005) أحلى المرايا
- (2005) الغدر بدور "سوزان"
- (2005) سيد العشاق بدور "لبنى"
- (2005) نوادر و حكايا
- (2005) أشواك ناعمة بدور "رنا"
- (2006) مرايا 2006
- (2006) طعم السفرجل
- (2006) أسياد المال بدور "نورمان الأزهري"
- (2006) الهشيم بدور "علا"
- (2006) سقف العالم
- (2006) الواهمون
- (2006) المحروس
- (2007) عقاب 1
- (2007) رجل الانقلابات
- (2008) وحوش وسبايا بدور "حلا"
- (2008) الخط الأحمر بدور "خلود"
- (2008) من غير ليه
- (2008) رصيف الذاكرة
- (2008) نساء من البادية
- (2008) ملامح بشر
- (2009) صبيان وبنات
- (2009) قاع المدينة بدور "هيام"
- (2009) طريق النحل بدور "رزان"
- (2010) هي دنيتنا
- (2010) الخبز الحرام
- (2010) ساعة الصفر بدور "ريم"
- (2011) كشف الأقنعة
- (2011) أيام الدراسة 1 بدور "الآنسة مايا"
- (2011) تعب المشوار بدور" كيندا"
- (2014) الحب كله:استعدادا للرحيل بدور "نرمين"

### في السينما
- (2010): الأرواح المهاجرة

## روابط خارجية
- دينا هارون على موقع قاعدة بيانات الأفلام العربية